# Bouzareah
 (octobre 2010).
Si vous disposez d'ouvrages ou d'articles de référence ou si vous connaissez des sites web de qualité traitant du thème abordé ici, merci de compléter l'article en donnant les références utiles à sa vérifiabilité et en les liant à la section « Notes et références ».
Bouzaréah (en arabe بوزريعة ; en berbère Buzeriεa, ⴱⵓⵣⴻⵔⵉⵄⴰ) est une commune de la wilaya d'Alger en Algérie, située dans la proche banlieue Ouest d'Alger.

## Géographie
Bouzaréah est le 11e arrondissement d'Alger. La commune est située à 8 km du centre d'Alger. Surplombant Bab El Oued, Bouzaréah est considérée comme le véritable belvédère d'Alger.
| El Hammamet  | Raïs Hamidou | Bologhine    |
| Beni Messous | Bouzaréah    | Oued Koriche |
| Dely Ibrahim | Ben Aknoun   | El Biar      |

## Toponymie
Plusieurs hypothèses se font concurrence s'agissant de l'origine du nom de la ville : 
- Le nom Bouzaréah pourrait d'abord provenir de "bou zariâa" celui qui détient les graines. En effet, Bouzaréah était le jardin potager d'Alger et sera une pépinière renommée pour ses graines et ses plantes ainsi que pour toutes sortes de légumes, fruits et fleurs, qui agrémentaient notamment les maisons de campagne et jardins des Djenayen
- Le nom de la ville pourrait aussi être lié au nom de la citadelle construite sur le territoire de la ville (Bordj Erriah, le "fort soumis aux caprices des vents"), qui aurait ensuite été transcrit de différentes manières pour devenir progressivement Bouzaréah[2]

## Histoire
Durant l'ère ottomane, quelques quartiers ont été construits, constituant la bourgade primitive de Bouzaréah (Sidi Youcef, Sidi Bennor, Oued Larendj, El Aâmara). 
Devient une commune de plein exercice le 14 septembre 1870 par arrêté préfectoral.

### Héraldique
| Blason de Bouzareah | Blason  | Écartelé : au premier de gueules à la tour d'or maçonnée de sable, au deuxième de sinople au marabout d'argent, au troisième d'or aux trois cyprès rangés sur une trangle, le tout de sinople, au quatrième d'azur au croissant surmonté de trois étoiles mal ordonnées et adextré d'une quatrième étoile, le tout d'or tourné en bande). |
| Blason de Bouzareah | Détails | |

## Démographie
| 1987   | 1998   | 2008   | 2016    |
| ------ | ------ | ------ | ------- |
| 59 062 | 69 153 | 83 797 | 102 670 |

## Enseignement

### Enseignement scolaire
La commune dispose de 26 écoles primaires publiques, 7 collèges d'enseignement moyen publics (CEM)  :
- CEM El Khalil Ben Ahmed
- CEM Djaber Ben Hayane
- CEM Kaci Bousaad
- CEM Ouled Hamou Abdelkader
- CEM Omar Lagha
- CEM Hafni Nacef
- CEM Boudraa Ahmed

Et enfin 4 lycées publics d'enseignement second :
- Lycée Zidane El Makhfi
- Lycée Abderrahmane Ben Rostom
- Lycée Abdelmoumene
- Lycée Ahmed Chtaibi

### Enseignement supérieur
La commune accueille l'université d'Alger 2, l'École Supérieure de Banque et l'École Normale Supérieure ex-École Normale d'instituteurs d'Alger (créée par le décret impérial du 4 mars 1865).

## Vie quotidienne

### Institutions

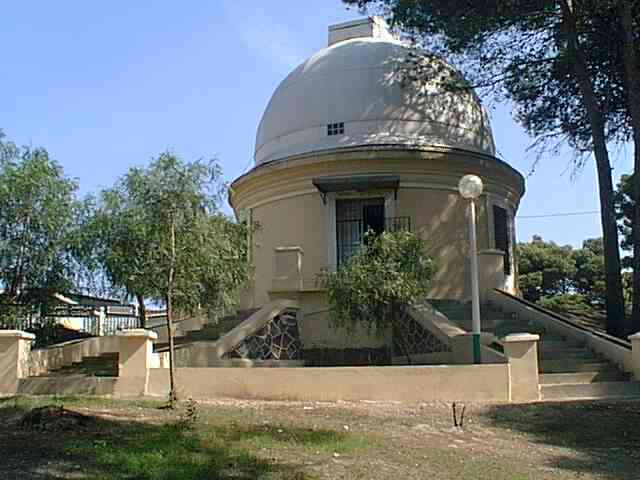
Le CRAAG de Bouzareah.

La ville abrite plusieurs institutions nationales  :
- Le Centre de développement des énergies renouvelables (CDER) qui abrite des réalisations scientifiques emblématiques mondiales dans le domaine de la concentration solaire de puissance du continent africain (voire rappel historique sur www.cder.dz et photos correspondantes).
- Le Centre de recherche en astronomie, astrophysique et géophysique (CRAAG), un observatoire astronomique connu autrefois comme l'Observatoire d'Alger.
- L'Agence spatiale algérienne (ASAL).
- La TéléDiffusion d'Algérie (TDA).
- Le centre d'émission de l'opérateur de téléphonie mobile Djezzy, plus grand opérateur téléphonique d'Algérie et filiale d'Orascom Telecom Algérie.

### Ambassades
Historiquement quartier consulaire, elle abrite sur son territoire plusieurs ambassades:
- Ambassades du Niger
- Ambassades de la Mauritanie
- Ambassades de l'Oman

## Institut national de recherche forestière
Cette commune côtière abrite l'Institut national de recherche forestière (INRF) situé dans la forêt de Baïnem.

## Patrimoine

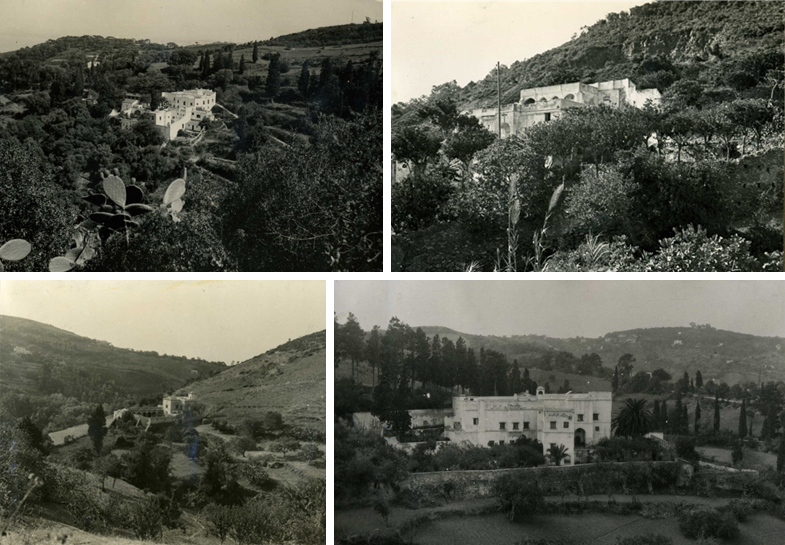
Maisons de fahs, durant la période coloniale

### Patrimoine architectural
Bouzareah abrite quelques sites architecturaux :
- Le Bordj Polignac : fortifications,
- La mosquée et marabouts dits de Sidi Madjouba : monument funéraire et de Culte (Islam)
- Le cimetière de sidi Madjouba : monument funéraire et de Culte (Islam)

### Espaces naturels
Bouzaréah abrite également :
- La forêt de Baïnem, qui est la plus vaste d'Alger.
- Le site naturel des abords du Bordj Polignac.

### Les astéroïdes de Bouzareah
Frédéric Sy était un astronome français. Il a publié des articles scientifiques pendant la période de 1894-1918 sur la matière des comètes et des astéroïdes. Il a travaillé au Centre de Recherche en Astronomie, Astrophysique et Géophysique (CRAAG, ex-Observatoire d'Alger) et était un collègue de François Gonnessiat. Il a découvert deux astéroïdes baptisés des noms de :
- El Djezaïr (Algérie en arabe), le 26 mai 1916. C'est le 858e astéroïde sur la liste des planètes mineures (1-1000)
- Bouzaréah le 2 octobre 1916. C'est le 859 astéroïde sur la Liste des planètes mineures (1-1000)

## Personnalités liées à la commune
- ميصالي الحاج، مؤسس الحركة الوطنية بالجزائر و رئيس حزب الشعب PPA
- Cheikh Sfindja, grand maitre de la musique sanaa, y est né en 1844.
- Kamel Messaoudi, chanteur et musicien algérien de Chaâbi, y est né le 30 janvier 1961.
- Mustapha Nador, précurseur du genre Chaâbi, maitre du Cheikh el Anka, y est né le 3 avril 1874.
- Mohamed Nebbou, cadre et homme politique, y est né en 1961.
- Karabaghli Hassan (dit Baba Hassan) (1681-1683), Dey d'Alger[précision nécessaire]
- André Mallarmé, homme politique français, y est né le 6 août 1877
- Benjamin-Théophile Charon-Lémérillon, peintre français, y est mort en 1873.
- Mohamed Badri Goulmamine, réalisateur, auteur, scénariste, né à la Casbah le 4 janvier 1936.
- Simone Tanner-Chaumet, militante pour la paix, née en France en 1916 et décédée le 25 mai 1962 à Bouzareah.
- الشيخ الطاهر آيت علجت أحد علناء الجزائر الكبار المتوفي سنة 2023
- •Idir Laïbi , Docteur en Médecine, Normalien, Résistant.